# 御米椎
御米 椎（みよね しい、1963年8月8日 - ）は、日本の漫画家、イラストレーター。別ペンネームはみよね 椎、飯閃 澪（いいせん みお）。血液型O型。男性。

## 人物
北海道江別市大麻出身。宇宙作家クラブに所属している。幼少の頃に見たアポロ11号の月面着陸から、「輝ける夢の21世紀が来ることを確信」。この体験から、宇宙への憧憬や科学技術への信頼を基調にした作品を描くようになった。

### デビューまで
高校時代、『うる星やつら』『機動戦士ガンダム』を見て「大いにはまる」。『アニメージュ』『月刊OUT』を愛読した。「ロボットの研究をしているところ」という理由で千葉大学への進学を決めた。千葉大学在学中は千葉大学アニメ同好会に所属し、法田恵らと共にサークル『β-Capsule』『MANUFACTURE』に所属して特撮関係の漫画を寄稿した。
1988年千葉大学工学部電子工学科を卒業後も、会社員の傍ら漫画を描いていた。一時は同好会OBの設立したサークル部室に泊まり込んで執筆し、部室から出勤したこともあったという。1992年に『コミックガンマ』（竹書房）でデビュー。創刊号から20号まで『宇宙課々付エヴァ・レディ』を連載した。なお同作は本人の許諾のもと2011年10月より絶版漫画の無料公開サイトマンガ図書館Zで無料公開されている。

### デビュー後
連載当初は自分のネームに自信を持てなかったという。しかし掲載誌の季刊から隔月刊への移行と同時期に後骨間神経麻痺を発症し、これを克服したことをきっかけに「描けないことがいかに自分にとって重大なことか」を再認識、創作活動に専念するようになった。
1996年から飯閃澪名義で成人向け漫画を執筆しはじめた。
2000年頃よりうつ病を発症。闘病していたが、2011年頃より回復傾向にあるという。2013年3月、読み切り『軌道空間コスモデリバリー』を発表した。2018年10月、園田健一による原案を含む単行本未収載の作品集『パーフェクトナイト』をAmazon Kindleで発表した。
さらには、2019年に開設されたYouTubeの漫画チャンネル「ヒューマンバグ大学」の漫画も担当するようになった。

### 商業漫画活動の無期限停止および撤回
2019年4月、自らのウェブサイトで作品の宣伝を消去し「商業漫画活動、およびそれを念頭に置いた営業（持ち込み投稿）活動を無期限停止」したことを発表した。うつ病と加齢が原因で「『これを描きたい、これを表現したい』という気持ちそのものが、枯渇してしまった」という。
しかし2020年6月、自らのTwitterで「『出版社を経由しない漫画の仕事』が軌道に乗り、十分すぎる収入を得ている」ことを公表。「これもまた漫画家活動であるとして、廃業は撤回する」とした。

## 作風
宇宙開発もののSFを得意としている。ガジェットや装備品の詳細な描写が特徴である。『ニュートン』の記事や学習研究社の『最新科学論シリーズ』を元ネタにする。飯閃名義の作品では「本当は相思相愛なのに、男の方がそれに気づいていない」という設定を多用するという。SF小説の挿絵の作品もあり、やはり宇宙開発ものが多い。

## 作品リスト

### 単行本
以下は御米椎、みよね椎名義の作品である。
- 御米椎『宇宙課々付エヴァ・レディ（1）』竹書房、1994年。ISBN 978-4884757038。
- 御米椎『宇宙課々付エヴァ・レディ（2）』竹書房、1995年。ISBN 978-4884758240。
- 御米椎『テクスチャーヒロイン―御米椎傑作集』大都社、1998年。ISBN 978-4886536242。
- 庄司卓; みよね椎『それゆけ!宇宙戦艦ヤマモト・ヨーコRemix（1）』角川書店、2000年。ISBN 978-4047122154。
- 庄司卓; みよね椎『それゆけ!宇宙戦艦ヤマモト・ヨーコRemix（2）』角川書店、2000年。ISBN 978-4047122413。
- 御米椎『まほろリンクス（天国山猫）』少年画報社、2003年。ISBN 978-4785923594。
- 真鍋譲治; みよね椎『暴君ティラノさん』角川書店、2005年。ISBN 978-4047124080。

- 御米椎 (2018年10月22日). “パーフェクトナイト: 御米椎未単行本化・未発表作品集”. 2018年10月23日閲覧。

以下は飯閃澪名義の作品である。
- 飯閃澪『よい筐体には (HeartMark)を!』富士美出版、1999年。ISBN 978-4894213142。

- 飯閃澪『ハコイリ (HeartMark)』蒼竜社、2002年。ISBN 978-4883861217。
- 飯閃澪『リケイくん開発しましょ』蒼竜社、2002年。ISBN 978-4883861453。

### 雑誌
- 飯閃澪のCG奮闘記 『カラフル萬福星』連載記事 （ビブロス (出版社)、1998年～2002年） 飯閃澪名義

- 飯閃澪 (2008-04). “Over Hole”. COMIC桃姫 (富士美出版).

- 飯閃澪 (2008-05). “Amuseレジェンド”. COMIC桃姫 (富士美出版).

- 飯閃澪 (2008-08). “ご奉公人”. メンズヤング (双葉社).

- 飯閃澪 (2008-11). “若妻データ”. メンズヤング (双葉社).

- 御米椎 (2013-05). “軌道空間コスモデリバリー（前編）”. 月刊ヤングキング (少年画報社).

- 御米椎 (2013-06). “軌道空間コスモデリバリー（後編）”. 月刊ヤングキング (少年画報社).

- 御米椎 (2001-02). “珠玉あとらす”. コミックドラゴン. 2～7月号掲載（5月号休載）

- 御米椎. 秘密宇宙救助隊コズミッククライマーズ.

- 御米椎. タロウの夏～空想科学漫画シリーズ～.

### 挿絵
- 笹本祐一; 御米椎『妖精作戦』朝日ソノラマ、1994年。ISBN 978-4257766971。

- 野尻抱介; 御米椎『ふわふわの泉』ファミ通文庫（エンターブレイン）、2001年。ISBN 978-4757704053。

- 笹本祐一; 御米椎『宇宙へのパスポート―ロケット打ち上げ取材日記1999‐2001』朝日ソノラマ、2002年。ISBN 978-4257036494。

- 笹本祐一; 御米椎『宇宙へのパスポート（2）M‐V&H‐2Aロケット取材日記』朝日ソノラマ、2003年。ISBN 978-4257036784。

- レイ・カミングス; 御米椎 著、南山宏 訳『ぬすまれたタイムマシン』岩崎書店、2003年。ISBN 978-4265951253。

- レスター・デル・レイ; 御米椎 著、中尾明 訳『逃げたロボット』岩崎書店、2004年。ISBN 978-4265951352。

- 福島正実; 御米椎『百万の太陽』岩崎書店、2005年。ISBN 978-4265046591。